# Strimmig myrpitta
Strimmig myrpitta (Grallaria eludens) är en fågel i familjen myrpittor inom ordningen tättingar.

## Utbredning och systematik
Fågeln förekommer i låglänta områden i östra Peru (Ucayali, Madre de Dios) och närliggande Brasilien (Acre).

## Status
IUCN kategoriserar arten som livskraftig.